# Mary Cassatt
Mary Stevenson Cassatt (Allegheny City, 22 de mayo de 1844-14 de junio de 1926) fue una pintora y grabadora estadounidense. Aunque nacida en Pensilvania, pasó gran parte de su vida adulta en Francia, donde forjó amistad con Edgar Degas y se incorporó al movimiento impresionista. Cassatt pintó, principalmente, imágenes representando la vida social y privada de las mujeres, con especial énfasis en los lazos entre ellas y sus hijos.
Mary Cassatt fue descrita por Gustave Geffroy como una de «las tres grandes damas» del impresionismo junto a Marie Bracquemond y Berthe Morisot.

## Primeros años

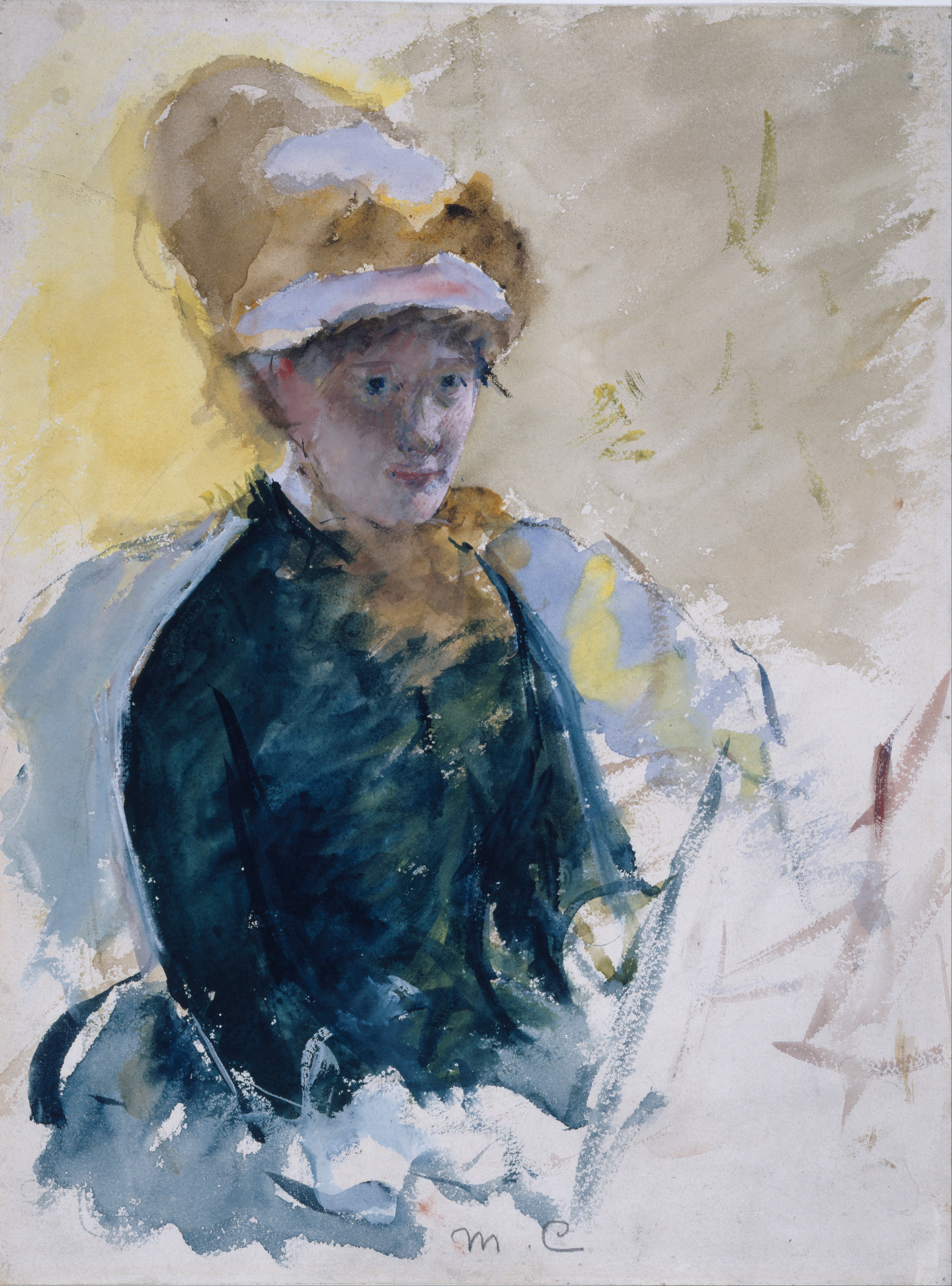
Autorretrato, hacia 1880, gouache, acuarela y lápiz sobre papel, 32,7 x 24,6 cm, Washington, National Portrait Gallery.

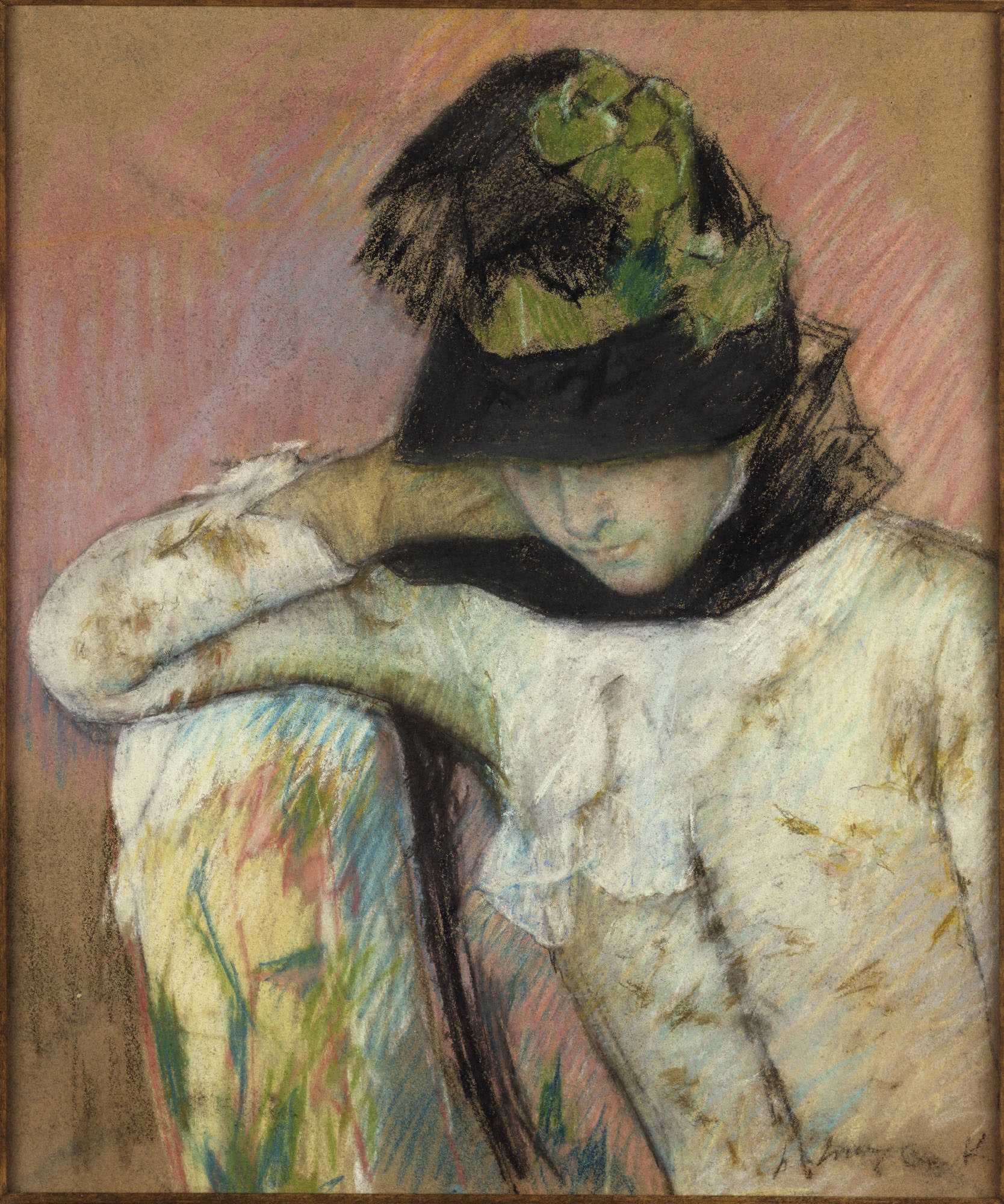
Mujer Joven con sombrero negro y verde mirando hacia abajo (Young Woman in a Black and Green Bonnet), hacia 1890, pastel sobre papel vitela, 65 x 52 cm, Princeton University Art Museum.

Cassatt nació en Allegheny City, Pensilvania, ahora Pittsburgh. Nació en una familia de clase media alta. Su padre, Robert Simpson Cassatt (más tarde solo Cassatt) era un exitoso agente de bolsa, descendiente del francés Jacques Cossart, que había llegado a Nueva Ámsterdam en 1662. Su madre, Katherine Kelso Johnston, provenía de una familia de banqueros. Katherine, una lectora educada, tuvo una gran influencia sobre su hija. Louisine Havemeyer, amiga de Mary, escribió en sus memorias: «Todo aquel que tuvo el privilegio de conocer a la madre de Mary Cassatt sabía de inmediato que se trataba de ella y solo de ella [Mary] que había heredado su habilidad». Cassatt era prima lejana del artista Robert Henri. Mary fue una de siete hijos, dos de ellos fallecidos en la infancia. Uno de sus hermanos, Alexander Johnston Cassatt, fue nombrado presidente de Pennsylvania Railroad. Su familia se mudó constantemente, primero a Lancaster, Pensilvania, y luego a la zona de Filadelfia, donde, como era habitual, comenzó sus estudios a los seis años.
Cassatt creció en un ambiente acomodado en el los viajes se consideraban como parte integral de la educación; pasó cinco años en Europa y visitó importantes capitales como Londres, París y Berlín. Durante sus estancias en el extranjero aprendió alemán, francés y tuvo sus primeras lecciones de dibujo y música. Es probable que su primer contacto con los artistas franceses Ingres, Delacroix, Corot y Courbet fuera en la Exposición Universal de París de 1855. En la exposición estuvieron también Degas y Pissarro, quienes más tarde serían sus colegas y mentores.
Aunque su familia se opuso a que se convirtiera en una artista profesional, Cassatt comenzó a estudiar pintura en la Pennsylvania Academy of the Fine Arts a los 15 años. Parte de la preocupación de sus padres surgía de la constante exposición a ideas feministas, no comunes durante la época, y al comportamiento bohemio de algunos de sus compañeros varones. Aunque alrededor del 20% de los estudiantes eran mujeres, la mayoría miraba el arte como una habilidad social; solo algunas de ellas, como Cassatt, querían hacerlo su carrera. Continuó sus estudios desde 1861 hasta 1865, durante la guerra civil estadounidense. Entre sus compañeros de estudios se encontraba Thomas Eakins quien, más tarde, se convertiría en un controvertido director de la Academia.
Impaciente con la lentitud en el aprendizaje y con la actitud condescendiente de los hombres en la Academia, decidió estudiar por su cuenta. Más tarde Cassatt aseguraría que «la enseñanza no existía» en la Academia. Las estudiantes tenían prohibido utilizar modelos vivos (hasta un poco más tarde) por lo que su formación principal se basaba, principalmente, en moldes.
Cassatt decidió poner fin a sus estudios antes de obtener un título. Después de superar las objeciones de su padre, se trasladó a París en 1866, con su madre y amigos de la familia en calidad de acompañantes. Dado que las mujeres aún no podían asistir a la École des Beaux-Arts, Mary solicitó recibir clases particulares con maestros de la escuela y fue aceptada para estudiar con Jean-Léon Gérôme, profesor muy respetado, conocido por su técnica realista y su tratamiento de temas exóticos. Unos meses más tarde Gérôme aceptó, también, a Eakins. Cassatt complementaba su formación artística con copias diarias en el Louvre (obtuvo el permiso requerido, pues era necesario controlar a los "copistas", por lo general mujeres con salarios bajos, que día a día llenaban el museo para pintar copias y venderlas). El museo también servía como lugar de encuentro social para franceses y estudiantes estadounidenses que, como Cassatt, no tenían permitido asistir a los cafés donde la vanguardia socializaba. De esta manera fue como su amiga Elizabeth Jane Gardner conoció y se casó con el famoso pintor académico William-Adolphe Bouguereau.
Hacia el final de 1866, se unió a una clase de pintura impartida por Charles Joshua Chaplin, artista de género. En 1868, Cassatt estudió con el artista Thomas Couture, cuyos temas eran, en su mayoría, románticos y urbanos. En los viajes al campo solían dibujar la vida cotidiana al aire libre, sobre todo a campesinos ocupados en sus actividades diarias. En 1868, por primera vez, una de sus pinturas, A Mandoline Player, fue aceptada por el jurado de selección para el Salón de París. Junto a Elizabeth Jane Gardner, cuyo trabajo también fue aceptado ese año, Cassatt fue una de las primeras dos mujeres estadounidenses en exponer en el Salón. A Mandoline Player es obra característica del estilo romántico de Corot y Couture, y una de las dos únicas pinturas correspondientes a la primera década de su trabajo que se puede documentar actualmente.
La escena del arte francés se encontraba en un proceso de cambio. Artistas radicales como Courbet y Manet trataban de romper con la tradición académica aceptada y los impresionistas estaban en sus años de formación. Eliza Haldeman escribió: «los artistas están abandonando el estilo de la Academia y cada uno busca nuevas maneras, nuevas opciones... en consecuencia, todo es caos». Cassatt, por el contrario, continuó trabajando de la manera tradicional, presentando obras al Salón durante más de diez años, pero aumentando su frustración.

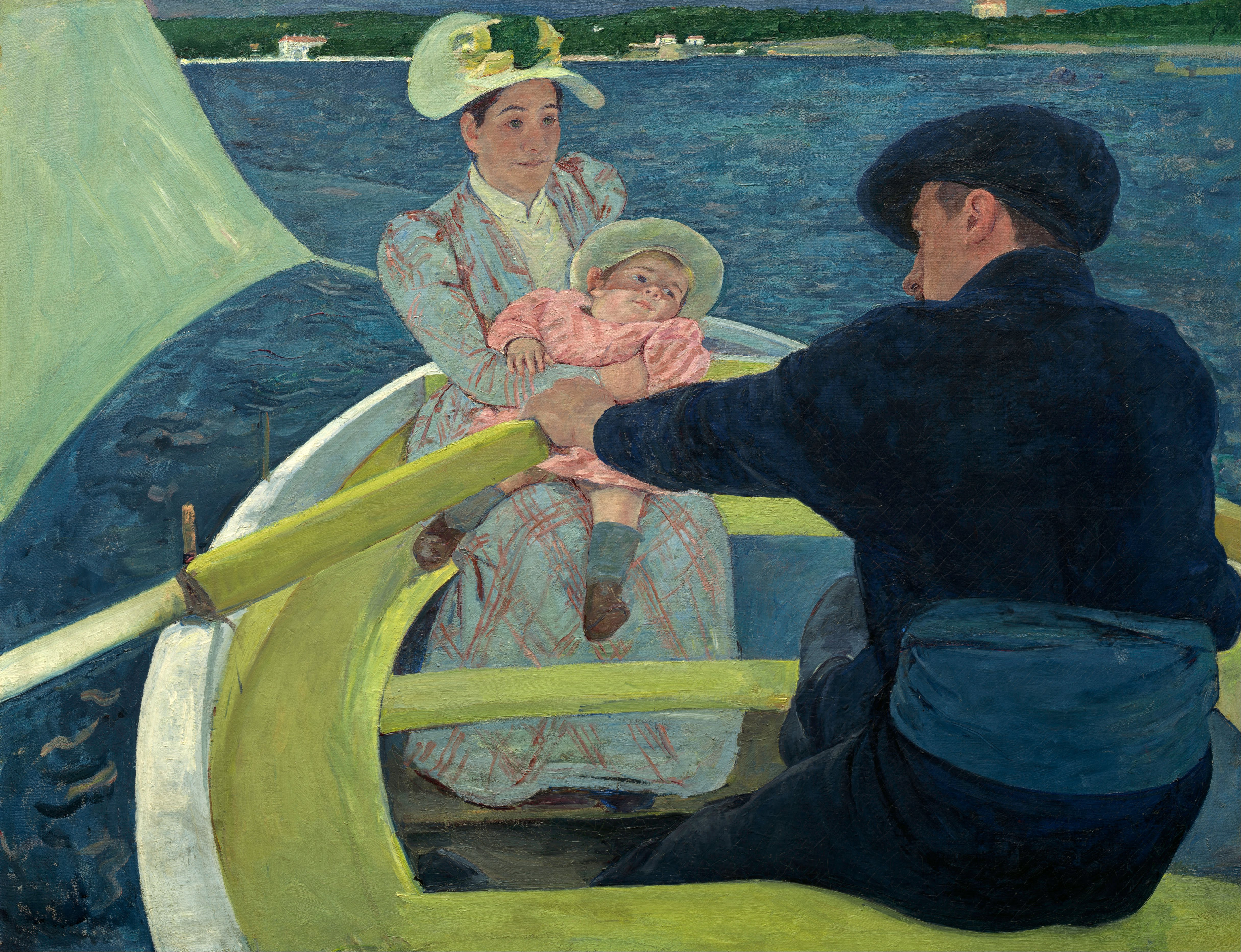
Fiesta en un bote (The Boating Party), 1893–94, óleo sobre lienzo, 90 × 117,3 cm, National Gallery of Art, Washington.

Cassat volvió a Altoona, Estados Unidos, a finales del verano de 1870, mientas la guerra franco-prusiana comenzaba. Su padre continuaba resistiéndose a aceptar la vocación que había elegido y pagó por sus necesidades básicas, pero no sus materiales de arte. Mary logró colocar dos de sus pinturas en una galería en Nueva York, encontrando muchos admiradores, pero ningún comprador. Durante el verano un conflicto recurrente para Mary radicaba en la falta de cuadros para estudio; durante esa época Cassatt consideró abandonar el arte y buscar un trabajo que le permitiera vivir de forma independiente. En julio de 1871 escribió: «He renunciado a mi estudio... desgarro el retrato de mi padre, no he tocado un pincel durante seis semanas ni volveré a hacerlo hasta que vea alguna posibilidad de volver a Europa. Estoy ansiosa por salir al oeste el próximo otoño y obtener algún empleo, aún no he decidido a dónde».
Cassatt viajó a Chicago para probar suerte, sin embargo perdió algunas de sus pinturas en el gran incendio de Chicago de 1871. Poco después, su trabajo atrajo la atención del arzobispo de Pittsburgh, quien le pidió dos copias de Correggio en Parma, Italia, proporcionándole dinero suficiente para viajar y cubrir sus gastos. Emocionada escribió: «qué feliz estoy de poder trabajar, mis dedos pican y mis ojos lloran por ver una buena pintura otra vez». Con Emily Sartain, artista de una buena familia americana, Cassatt regresó a Europa.

## Impresionismo

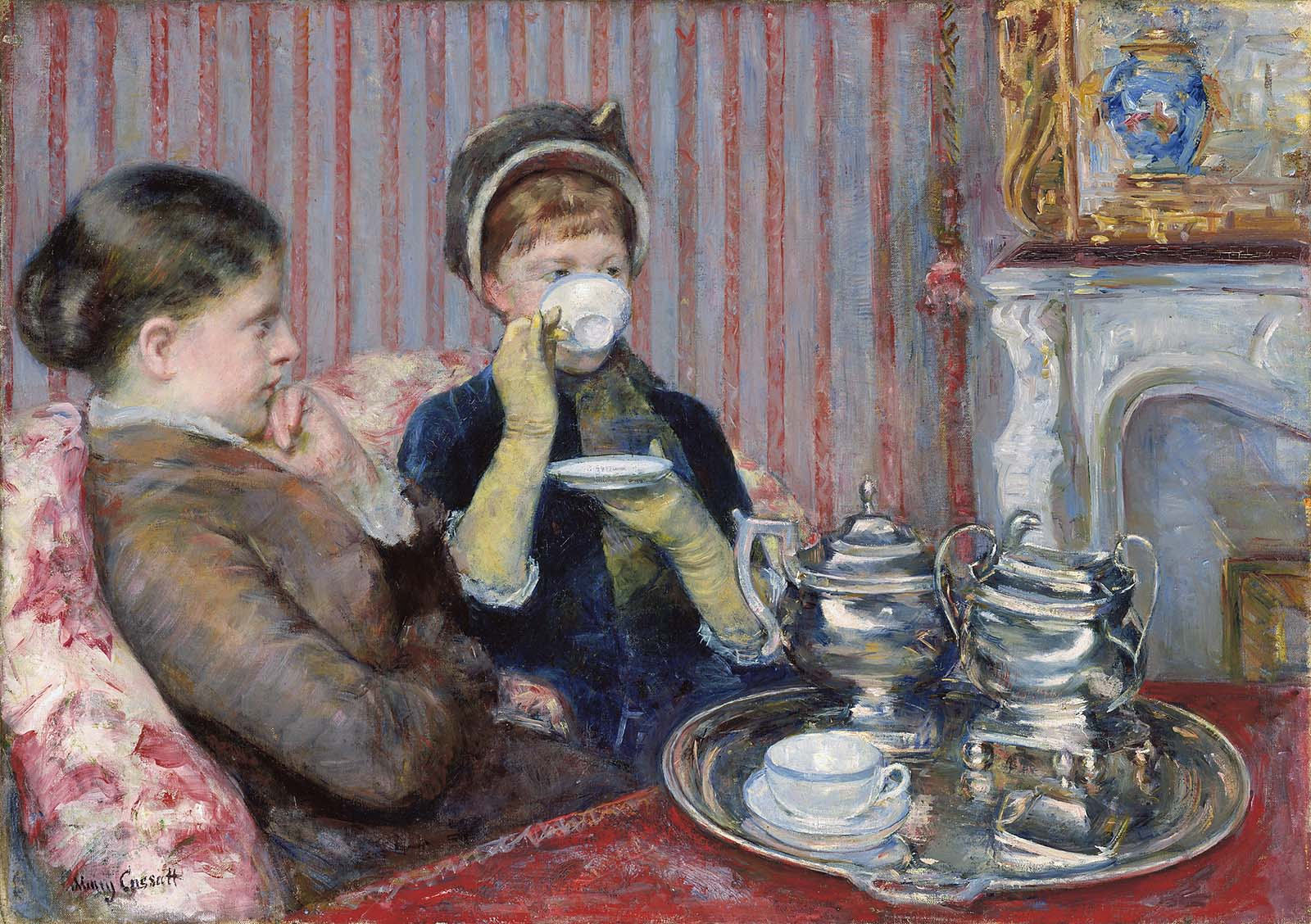
El té (The Tea), 1880, óleo sobre lienzo, 64,77 × 92 cm, Museum of Fine Arts, Boston.

Pocos meses después de su regreso a Europa, en otoño de 1871, la situación de Cassatt cambió. Su pintura Two Women Throwing Flowers During Carnival fue bien recibida y comprada en el Salón de 1872. En Parma atrajo la atención del público y fue apoyada y alentada por la comunidad artística: «Todo Parma está hablando de la señorita Cassatt y de sus imágenes, todo el mundo está ansioso por conocerla».
Después de terminar su encargo en Italia, Cassatt viajó a Madrid y Sevilla, donde pintó algunas obras basadas en diferentes temáticas españolas, entre ellas Spanish Dancer Wearing a Lace Mantilla (1873, Museo Nacional de Arte Americano de la Institución Smithsonian). En 1874, tomó la decisión de establecer definitivamente su residencia en Francia. Se instaló con su hermana Lydia, compartiendo apartamento con ella, y abrió un estudio en París. La hermana de Louisa May Alcott, Abigail May Alcott, era en ese momento estudiante de arte en París y visitaba constantemente a Cassatt. Por ese tiempo Mary criticó nuevamente la política del Salón y el estilo tradicional que en él prevalecía. Cassatt fue contundente en sus comentarios, según la información proporcionada por Sartain, quien escribió: «está totalmente loca, desaira todo el arte moderno, desdeña las imágenes de Cabanel, de todos los nombres que hemos reverenciado».
Cassatt advertía que las obras pintadas por mujeres eran tratadas, a menudo, con desprecio, a menos que la artista tuviera un amigo o protector en el jurado, y ella se negaba a coquetear con los miembros del jurado para ganarse su favor. Su cinismo creció cuando uno de los dos cuadros que presentó en 1875 fue rechazado por el jurado que, sin embargo, lo aceptó al año siguiente después de simplemente oscurecer el fondo. Cassatt discutía constantemente con Sartain, quien consideraba a Cassatt demasiado abierta y centrada en sí misma, hasta que finalmente se separaron. En esa época Cassatt decidió alejarse de la pintura de género y centrarse en temas más de moda, con el fin de atraerse los encargos de retratos de personajes de la alta sociedad estadounidense en el extranjero, pero el intento dio pocos frutos al principio.

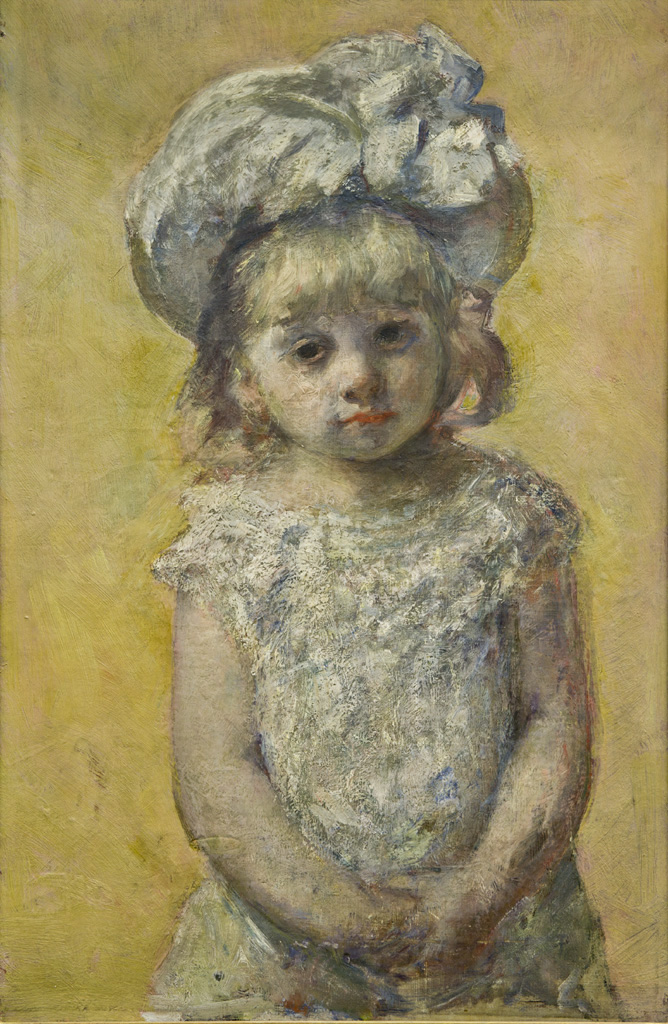
Retrato de jovencita (Portrait de fillette), 1879, Museo de Bellas Artes de Burdeos.

En 1877 las dos pinturas que presentó al Salón fueron rechazadas y por primera vez en siete años no tenía obras expuestas en él. En este punto bajo de su carrera, Edgar Degas la invitó a mostrar sus obras a los impresionistas, un grupo de artistas que habían comenzado a exponer de forma independiente en 1874 con mucha notoriedad. Los impresionistas (también conocidos al principio como los "independientes" o "intransigentes") no proponían un manifiesto formal y variaban considerablemente en el tema y la técnica. Preferían la pintura al aire libre y la aplicación de colores puros no mezclados en la paleta a base de pinceladas sueltas, lo que permitiría al ojo combinar los resultados de una manera "impresionista". Los impresionistas habían cosechado la ira de los críticos desde hacía varios años. Henry Bacon, un amigo de Cassatt, pensaba que los impresionistas eran tan radicales que estaban «afectados por alguna enfermedad de los ojos hasta entonces desconocida». En ese momento ya contaban con un miembro femenino, la pintora Berthe Morisot, quien se convertiría en amiga y colega de Cassatt.
Cassatt admiraba a Degas, cuyos pasteles le habían causado una poderosa impresión cuando los vio en el escaparate de una galería de arte en 1875. «Yo solía ir a aplastar mi nariz contra la ventana y absorber todo lo que podía de su arte» recordó más tarde, «me cambió la vida; vi arte como quería verlo». Aceptó la invitación de Degas con entusiasmo y comenzó a preparar cuadros para la próxima exposición impresionista, prevista para 1878, que (después de un aplazamiento debido a la Exposición Universal) tuvo lugar el 10 de abril de 1879. Se sentía ya parte del grupo de los impresionistas y se unió a su causa con entusiasmo, declarando: «estamos llevando una lucha desesperada y necesitamos todas nuestras fuerzas». Al no poder asistir a las reuniones en los cafés sin llamar una atención desfavorablemente, se reunía con ellos en privado y en las exposiciones. Ahora esperaba obtener éxito comercial y vender sus pinturas a los parisinos sofisticados que preferían las obras de avant-garde. Su estilo había ganado una nueva espontaneidad durante esos dos años en los que adoptó la costumbre de llevar siempre con ella un cuaderno de dibujo en el que esbozaba las escenas que veía.

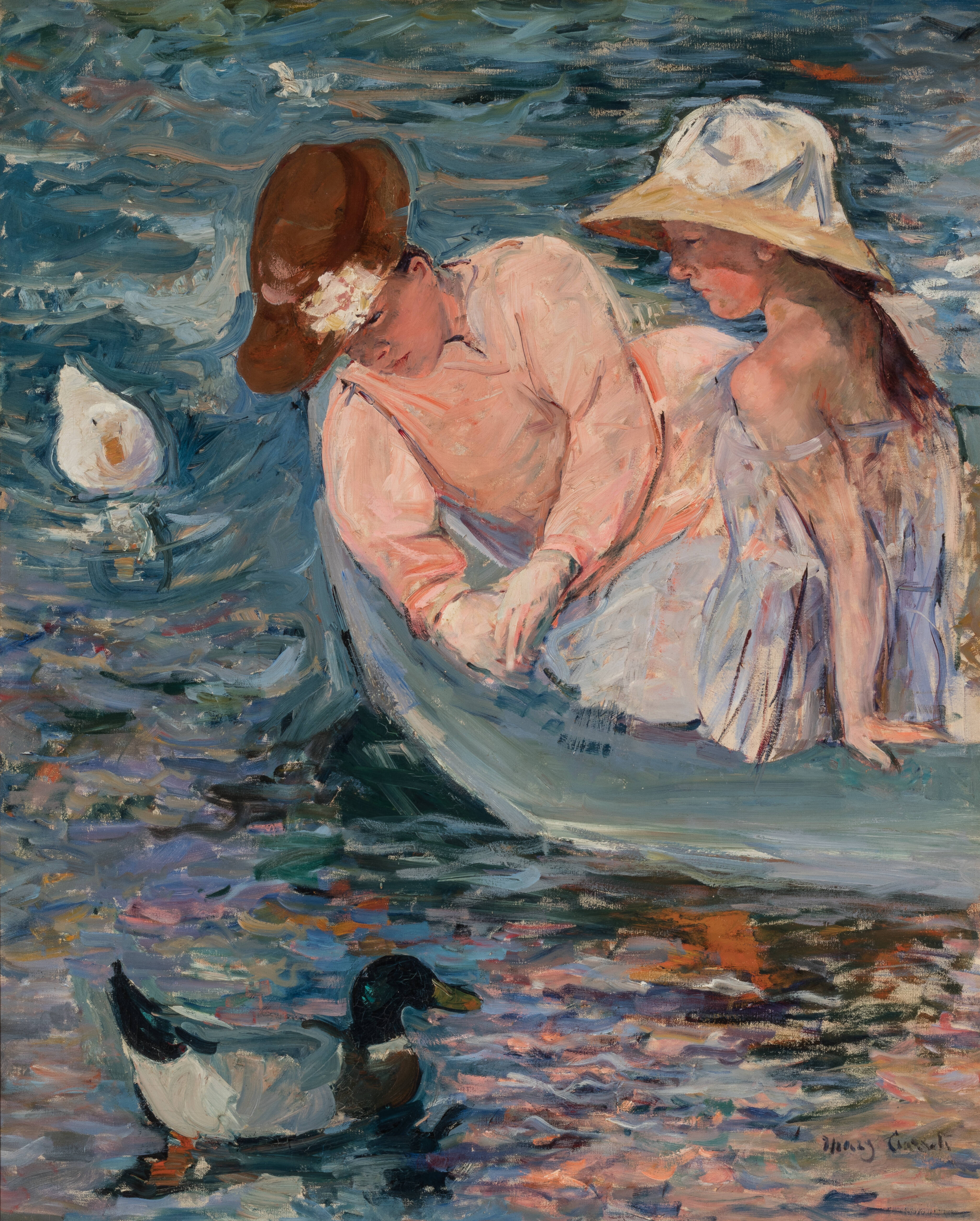
Verano (Summertime), c. 1894, óleo sobre lienzo, 100,6 × 81,3 cm, Terra Foundation for American Art, Chicago.

En 1877, Cassatt se reunió en París con sus padres, que llegaron a la capital francesa con su hermana Lydia, con la idea de compartir un gran apartamento en el quinto piso del número 13 en la avenida Trudaine. Mary valoraba su compañía, ya que ni ella ni Lydia se habían casado. Cassatt había decidido que el matrimonio sería incompatible con su carrera. Lydia, que fue pintada con frecuencia por su hermana, sufría ataques recurrentes de su enfermedad, una grave insuficiencia renal diagnosticada en 1877, y su muerte en 1882 dejó a Cassatt momentáneamente incapaz de trabajar.
Mary Cassatt insistía, a pesar de la presencia de su padre, en cubrir los gastos del estudio con sus ventas, que seguían siendo escasas. Con miedo de tener que acabar pintando obras mediocres pero de fácil venta para llegar a fin de mes, se aplicó en la creación de obras de calidad con destino a la próxima exposición impresionista. Tres de sus obras más importantes en 1878 fueron: Retrato de la artista (autorretrato), Niña en un sillón azul y Leyendo "Le Figaro" (retrato de su madre).
Degas tuvo una influencia considerable en Cassatt. Mary llegó a ser extremadamente competente en el uso de colores al pastel, realizando, con el tiempo, muchas de sus obras más importantes con este medio. Degas también la introdujo en el grabado, del que era un maestro reconocido. Durante un tiempo trabajaron juntos y su dibujo lineal ganó fuerza bajo su tutela. Degas la mostró en una serie de grabados en sus visitas al Louvre. Ella atesoraba su amistad, pero aprendió a no esperar demasiado de su naturaleza voluble y temperamental después de frustrarse un proyecto en el que estaban colaborando en ese momento: una revista dedicada al grabado, que fue abruptamente abandonada por Degas. El elegante y sofisticado Degas, a sus 45 años, fue uno de los invitados a la cena de bienvenida en la residencia Cassatt y era bienvenido a sus soirées (veladas).
La exposición impresionista de 1879 fue la de mayor éxito hasta la fecha, a pesar de la ausencia de Renoir, Sisley, Manet y Cézanne, que intentaban una vez más obtener el reconocimiento en el Salón. A través de los esfuerzos de Caillebotte, que organizó y financió el evento, el grupo obtuvo beneficios y vendió muchas obras, aunque la crítica siguió tan dura como siempre. La Revue des Deux Mondes escribió: «El señor Degas y la señorita Cassatt son, sin embargo, los únicos artistas que se distinguen... que ofrecen cierta atracción, una excusa en un espectáculo pretencioso de escaparatismo y embarradura infantil».
Cassatt mostró once obras, incluyendo Lydia en el palco, con collar de perlas, (Mujer en el palco). Aunque los críticos afirmaron que los colores de Cassatt eran demasiado brillantes y que sus retratos eran demasiado precisos para ser halagadores, su trabajo no fue atacado ferozmente como el de Monet, cuyas circunstancias eran las más desesperadas de todos los impresionistas del momento. Cassatt utilizó sus ganancias para comprar una obra de Degas y otra de Monet. Participó en las exposiciones impresionistas de 1880 y 1881 y continuó siendo un miembro activo del círculo impresionista hasta 1886. En 1886, Cassatt presentó dos cuadros para la primera exposición impresionista en los EE. UU., organizado por Paul Durand-Ruel. Su amiga Louisine Elder se casó con Harry Havemeyer en 1883 y con Cassatt como asesora, la pareja comenzó a coleccionar cuadros impresionistas a gran escala. Gran parte de su vasta colección se encuentra ahora en el Museo Metropolitano de Arte en Nueva York.
Cassatt hizo, también, varios retratos familiares en este periodo, entre ellos el Retrato de Alexander Cassatt y su hijo Robert Kelso (1885) que está considerado como una de sus mejores obras. El estilo de Cassatt evolucionó a partir de allí y se fue alejando del impresionismo en busca de un enfoque más sencillo. Comenzó a exponer sus obras en galerías de Nueva York. Después de 1886, Cassatt se dejó de identificar con cualquier movimiento de arte y experimentó con variedad de técnicas.
En 1893 pintó el mural Modern Woman (Mujer moderna) en un extremo de la Galería de Honor del Edificio de la Mujer en la Exposición Mundial Colombina de Chicago. El mural se perdió con la demolición del edificio.

## Relación con Degas

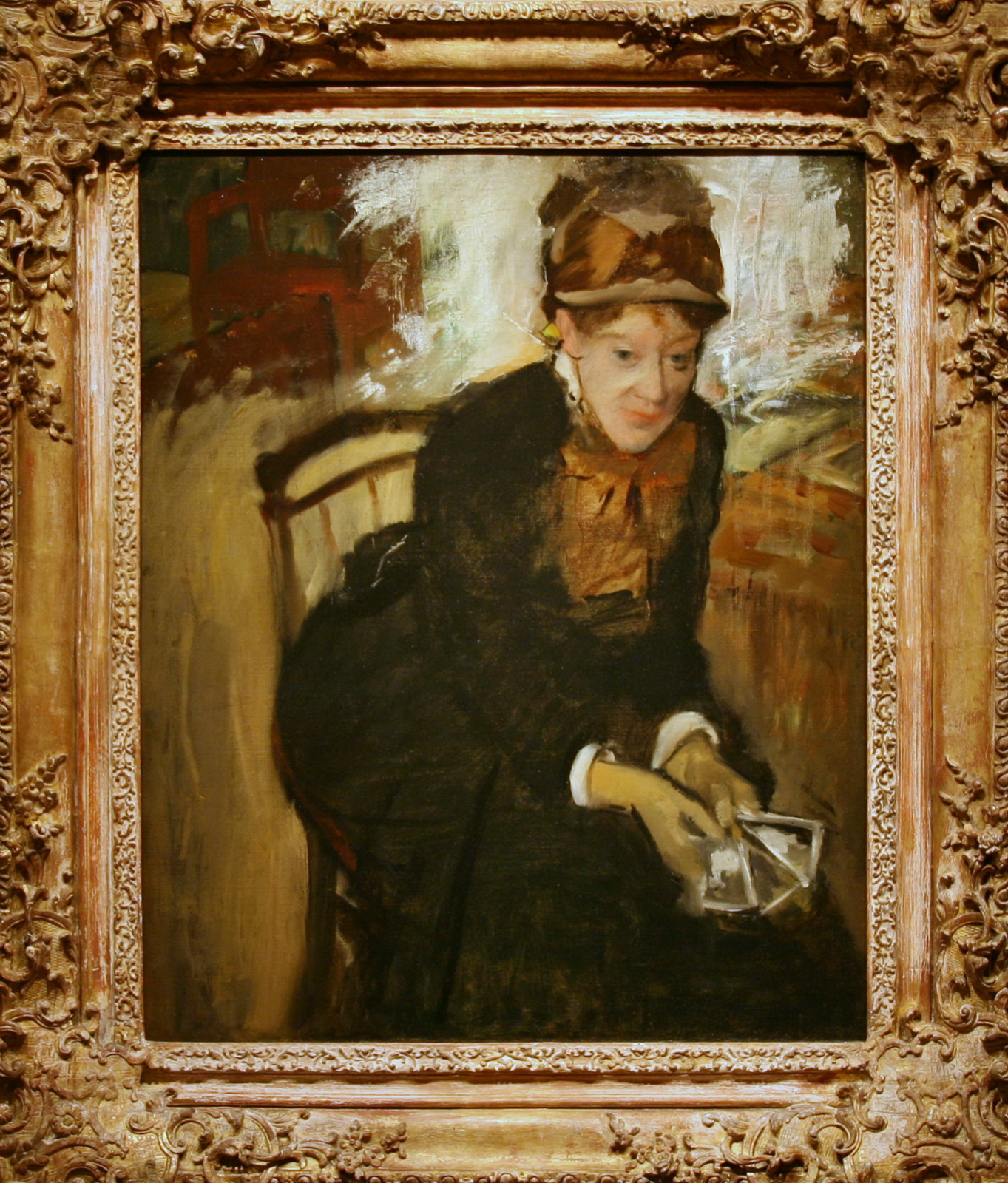
Edgar Degas: Mary Cassatt sentada, sujetando unas cartas, hacia 1880-84, óleo sobre lienzo, 74 × 60 cm, Washington, National Portrait Gallery. A Cassatt no le gustó el retrato y escribió algo después a su comprador, Paul Durand-Ruel: «No quiero que nadie sepa que yo posé para él».

Cassatt y Degas colaboraron durante mucho tiempo. Sus estudios estaban bastante cercanos, Cassatt en el número 19 de la calle Laval y Degas en el número 4 de la calle Frochot, a menos de cinco minutos a pie. Degas adquirió el hábito de visitar el estudio de Cassatt, ofreciéndole sus consejos y ayudándole a conseguir modelos.
Tenían mucho en común: gustos similares en cuestiones de arte y literatura, ambos provenían de familias ricas, habían hecho estudios de pintura en Italia, y eran independientes y solteros. El grado de intimidad entre ellos no se puede evaluar, al no haber cartas, pero es poco probable que mantuvieran también una relación amorosa dados sus orígenes sociales conservadores y sus principios morales fuertes. Algunas de las cartas de Vincent van Gogh atestiguan la continencia sexual de Degas. Degas enseñó a Cassatt la pintura al pastel y el grabado, técnicas que Cassatt dominó rápidamente; por su parte, Cassatt ayudó a Degas a vender sus pinturas y a promocionar su figura en Estados Unidos.
Ambos se consideraban a sí mismos como pintores de la figura humana; el historiador de arte George Shacklelford sugiere que fueron influidos por la llamada a revitalizar la pintura lanzada por el crítico de arte Louis Edmond Duranty en su folleto La nueva pintura: «despidámonos del cuerpo humano estilizado, que es tratado como un jarrón. Lo que necesitamos es la persona moderna característica en su ropa, en medio de su entorno social, en casa o en la calle».

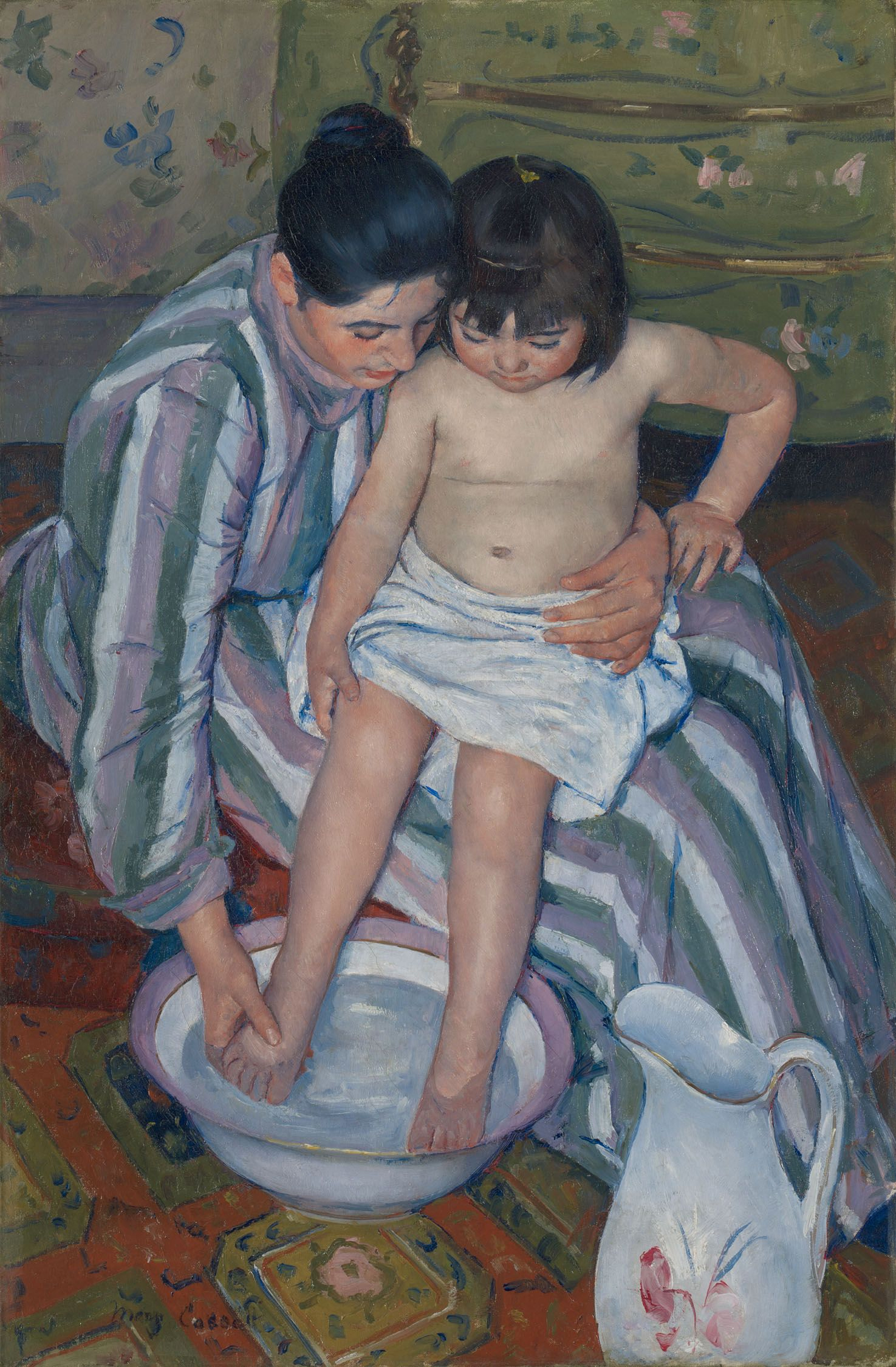
El baño del niño.

Después de que los padres y la hermana de Cassatt se unieran a ella en París en 1877, Degas, Cassatt y Lydia eran a menudo vistos en el Louvre estudiando arte. Degas produjo dos estampas, que destacaron por su innovación técnica, en las que representaba a Cassatt en el Louvre mirando las obras de arte, mientras Lydia leía una guía. Los grabados estaban destinados a una publicación periódica dedicada al grabado planeada por Degas (junto a Camille Pissarro y otros), proyecto que no llegaría a buen término. Cassatt posó con frecuencia para Degas, sobre todo para su serie probándose sombreros.
Alrededor de 1884 Degas hizo un retrato al óleo de Cassatt, Mary Cassatt sentada, con cartas en la mano, en el que aparece la pintora con un sombrero y vestido idénticos a los que llevaba en su Autorretrato de hacia 1880, lo que lleva a Griselda Pollock a especular con que fueran ejecutados en una sesión de pintura conjunta en los primeros años de su amistad.
Cassatt y Degas trabajaron más estrechamente durante el otoño e invierno de 1879 a 1880, mientras Cassatt aprendía la técnica del grabado. Degas era dueño de una pequeña imprenta. Mary, de día, trabajaba en su estudio utilizando sus herramientas y su prensa y por la noche hacía los estudios para la plancha del día siguiente. En abril de 1880, Degas se retiró abruptamente de la revista en la que habían estado colaborando. La retirada de Degas molestó a Cassatt, que había trabajado duro en la preparación de algunos grabados, en el cuadro de la Ópera y en una gran edición de cincuenta estampas, sin duda destinadas a la revista. Aunque el afecto de Cassatt por Degas duró toda la vida, nunca más trabajó de manera cercana con él. Mathews señala que dejó de ejecutar sus escenas teatrales en este momento.
Degas fue franco en sus opiniones, así como Cassatt. Se enfrentaron por el caso Dreyfus (en un momento temprano de su carrera, Mary había ejecutado un retrato del coleccionista de arte Moyse Dreyfus, pariente del capitán). Cassatt expresó más tarde su satisfacción por la ironía de 1915, en donde en una exhibición de arte organizada por Lousine Havermeyer conjuntaba su trabajo, basado en el sufragio femenino, con el de Degas, lleno de comentarios antifeministas (al ver Two Women Picking Fruit, comentó: "Ninguna mujer tiene el derecho de dibujar así"). Desde la década de 1890 en adelante su relación adquirió un aspecto solo comercial, debido a las relaciones de Cassatt con el círculo impresionista; sin embargo, continuaron visitándose entre sí hasta la muerte de Degas en 1917.

## Galería de imágenes

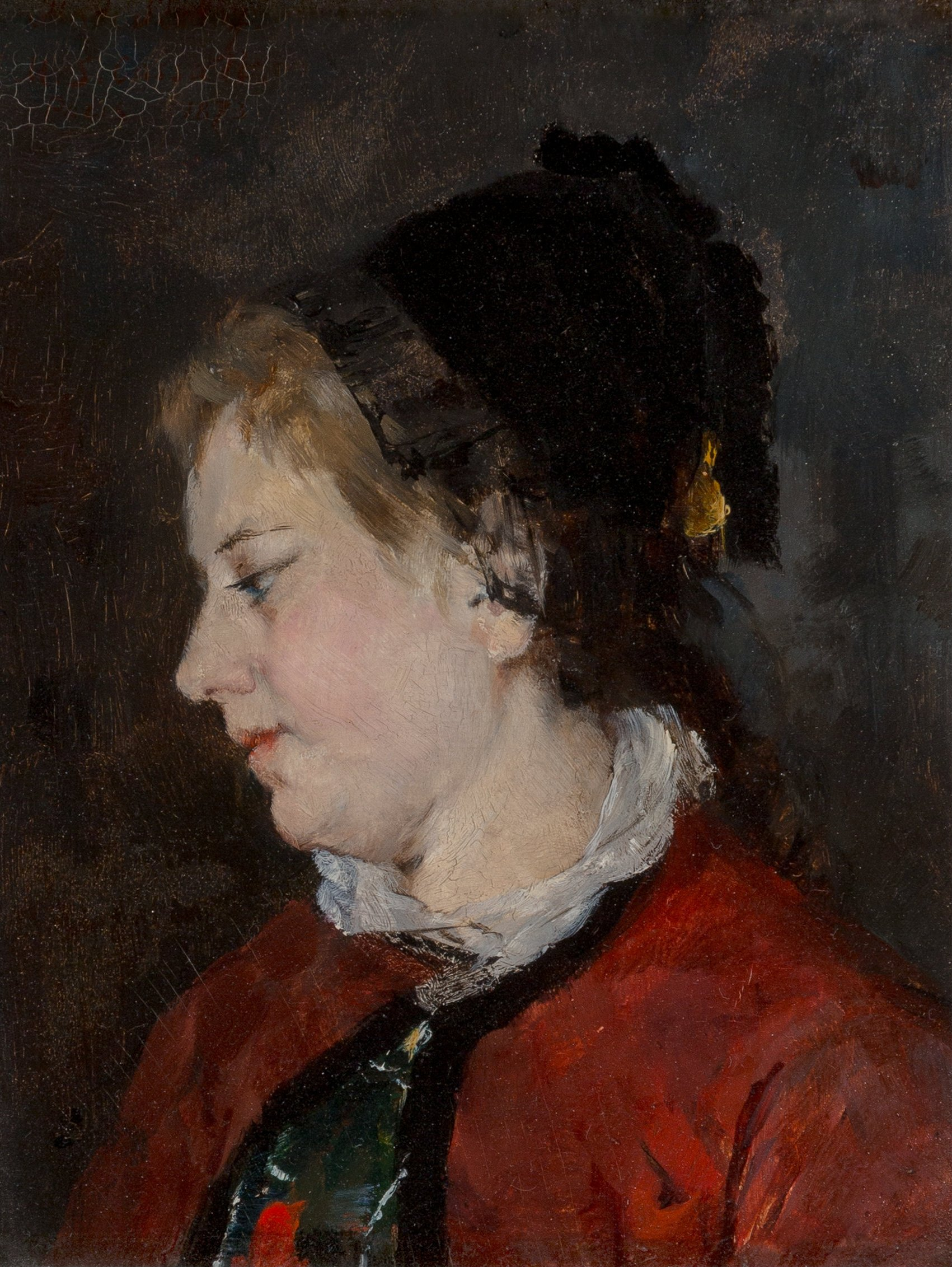
Retrato de Madame Sisley (1873)
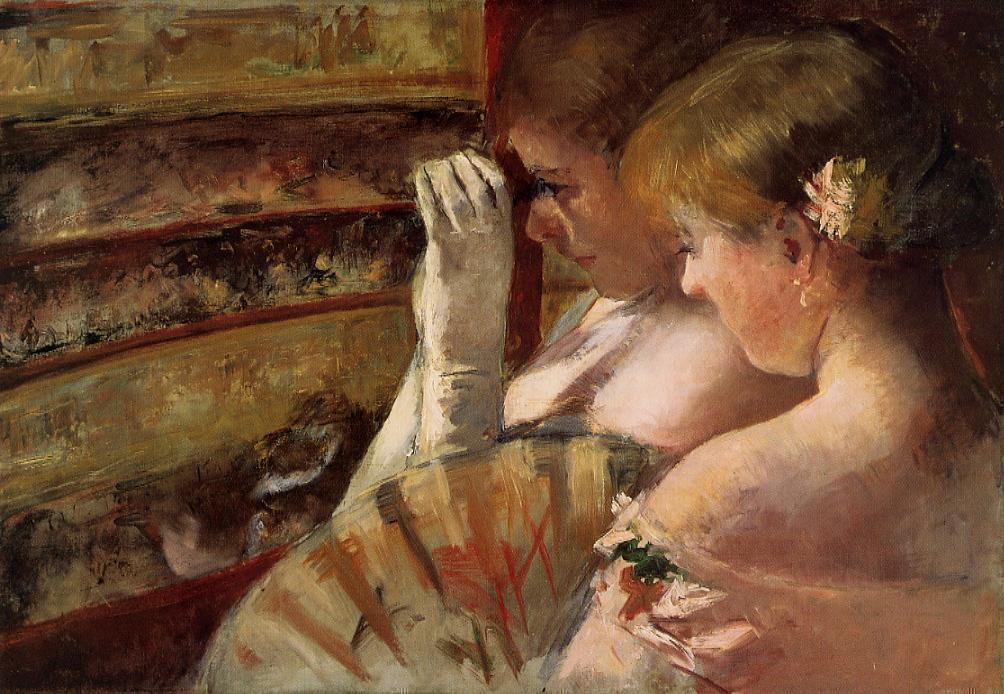
En el palco (1879)
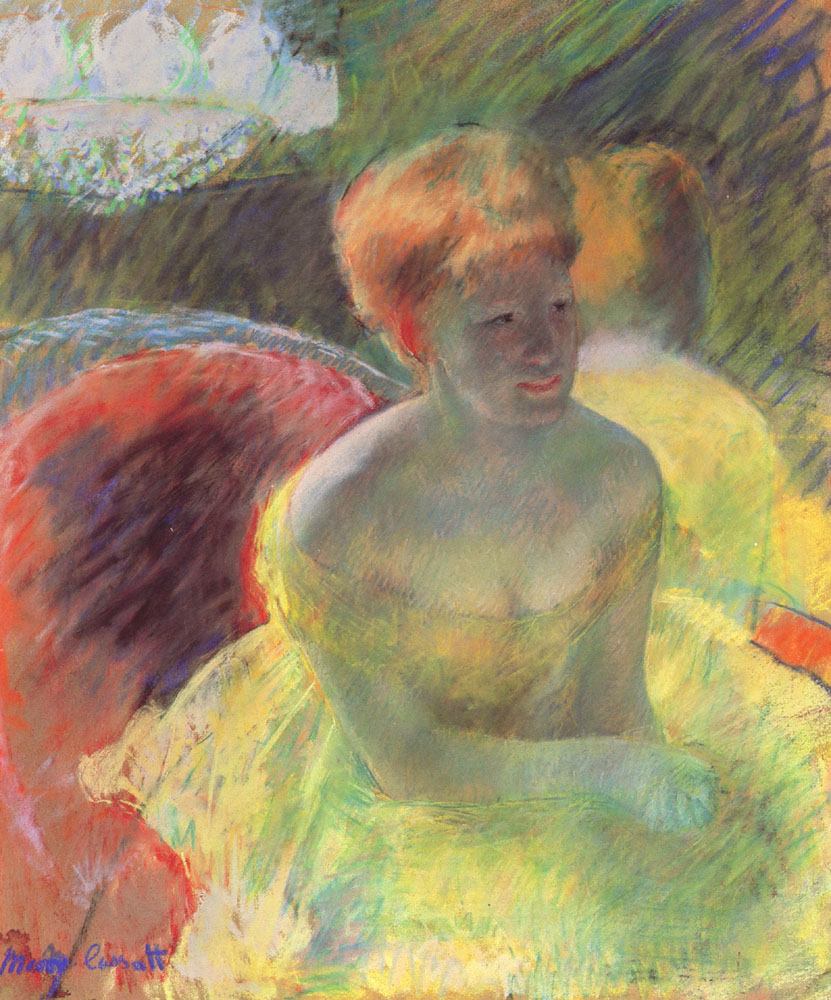
Lydia inclinando los brazos, sentada en el palco (1879)
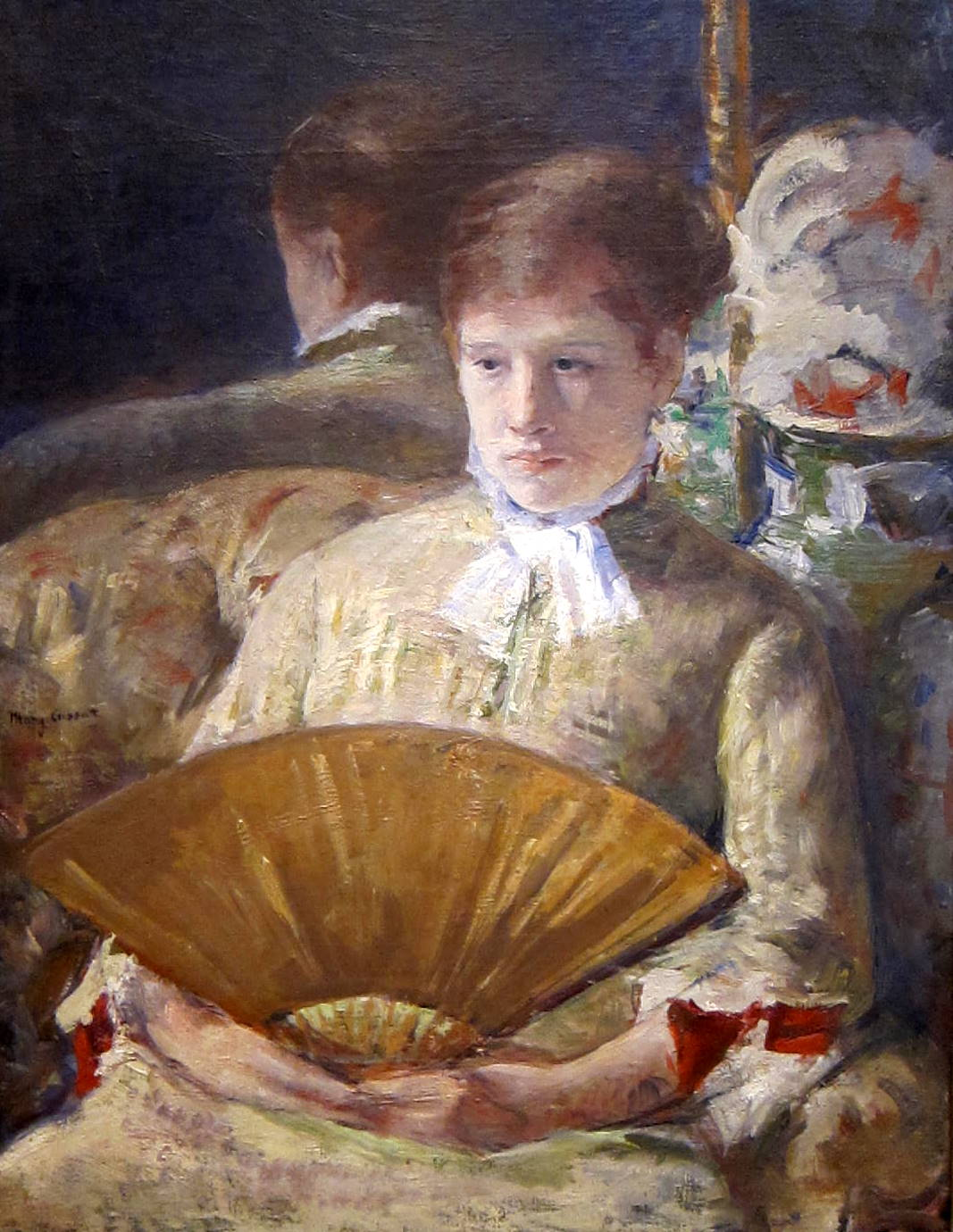
Miss Mary Ellison (1880)
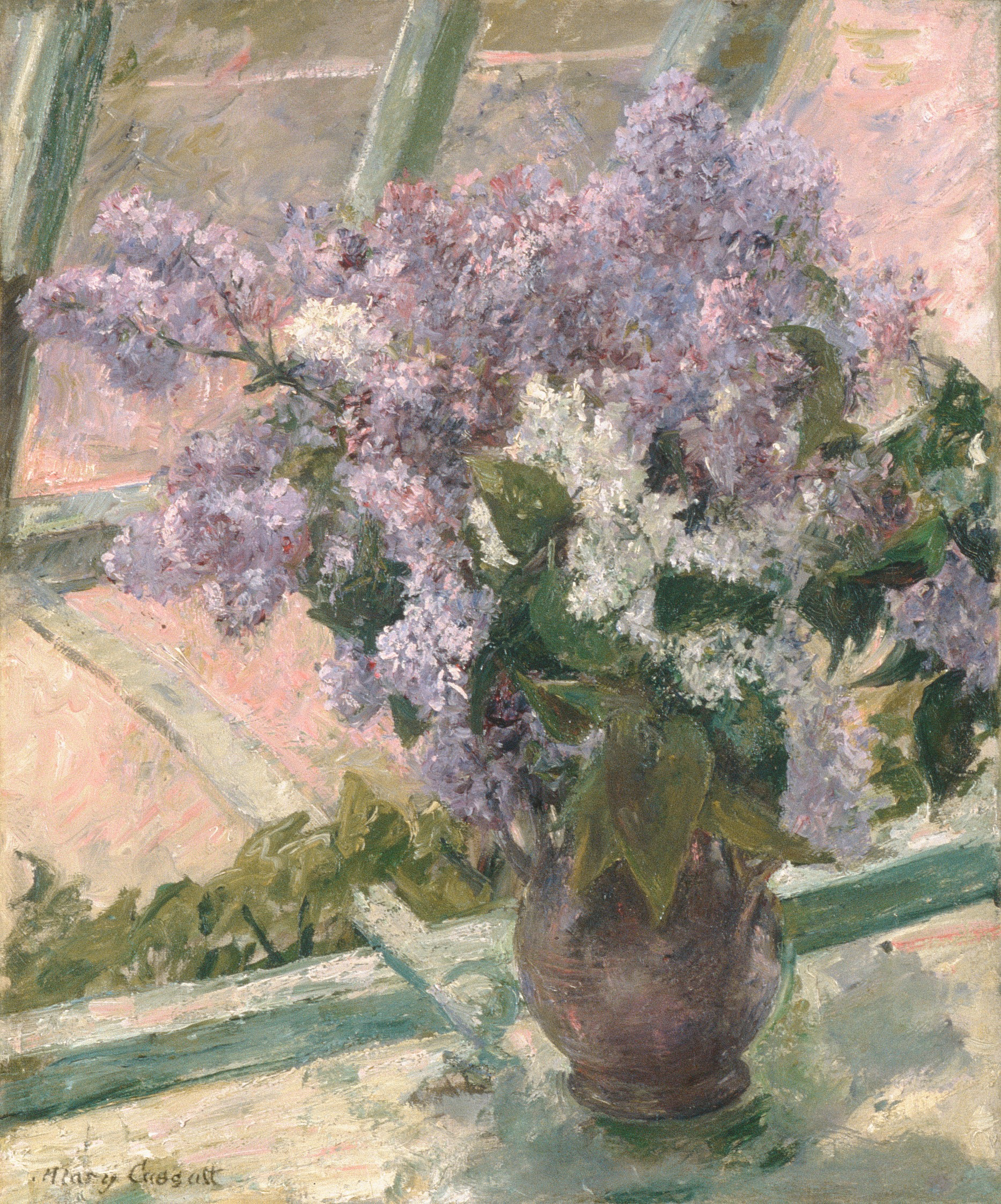
Lilas en la ventana (1879)
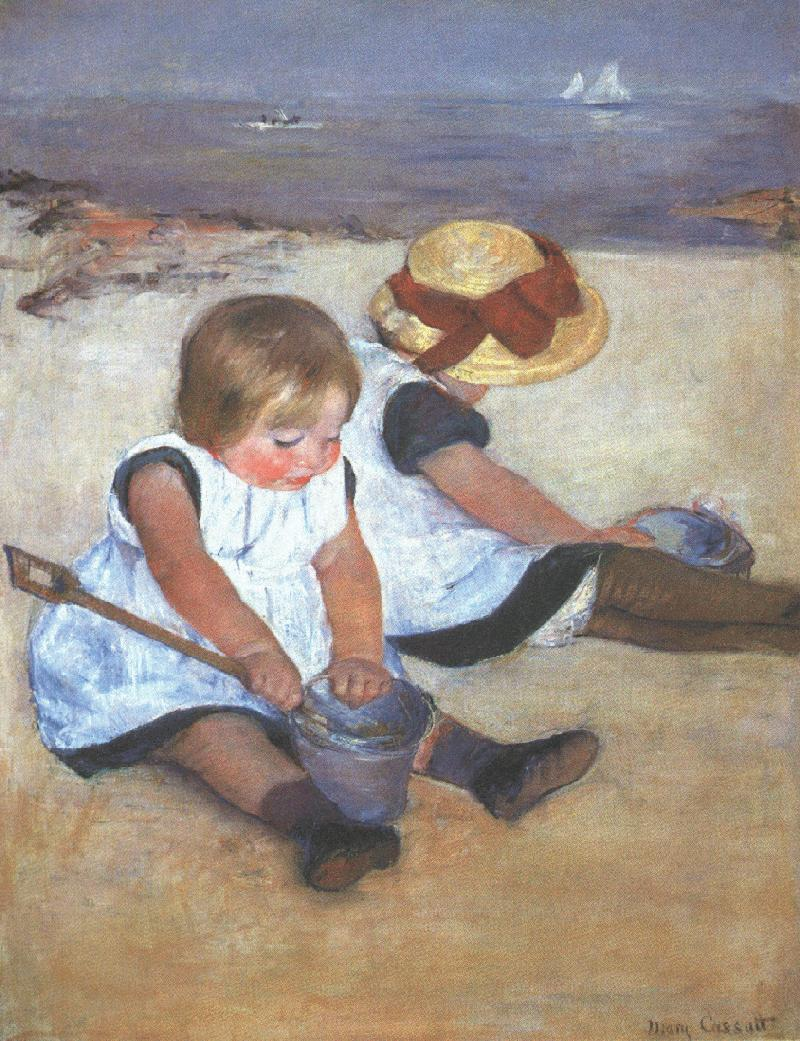
Niños en la playa (1884)
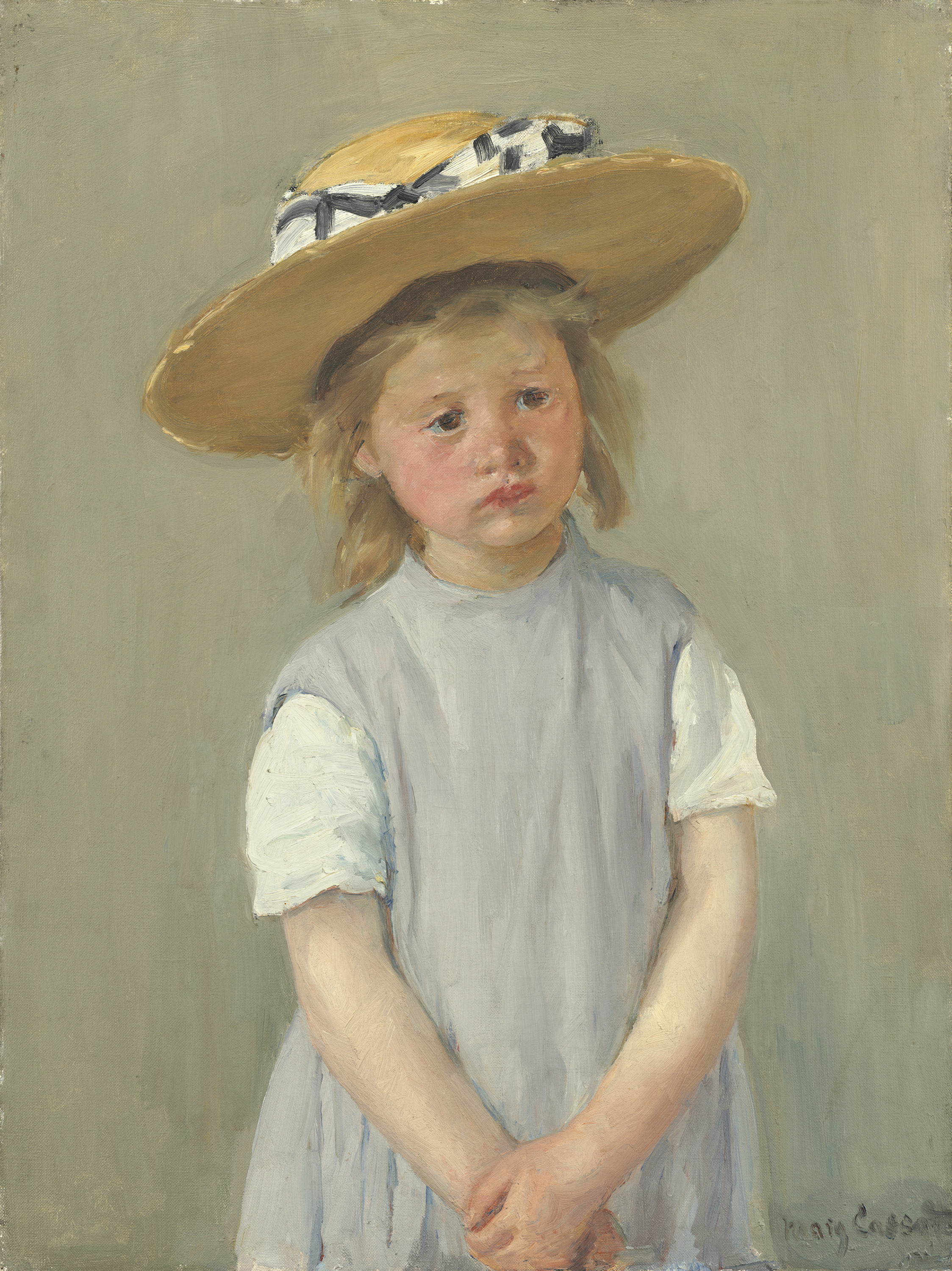
Niña con sombrero de paja (1886)
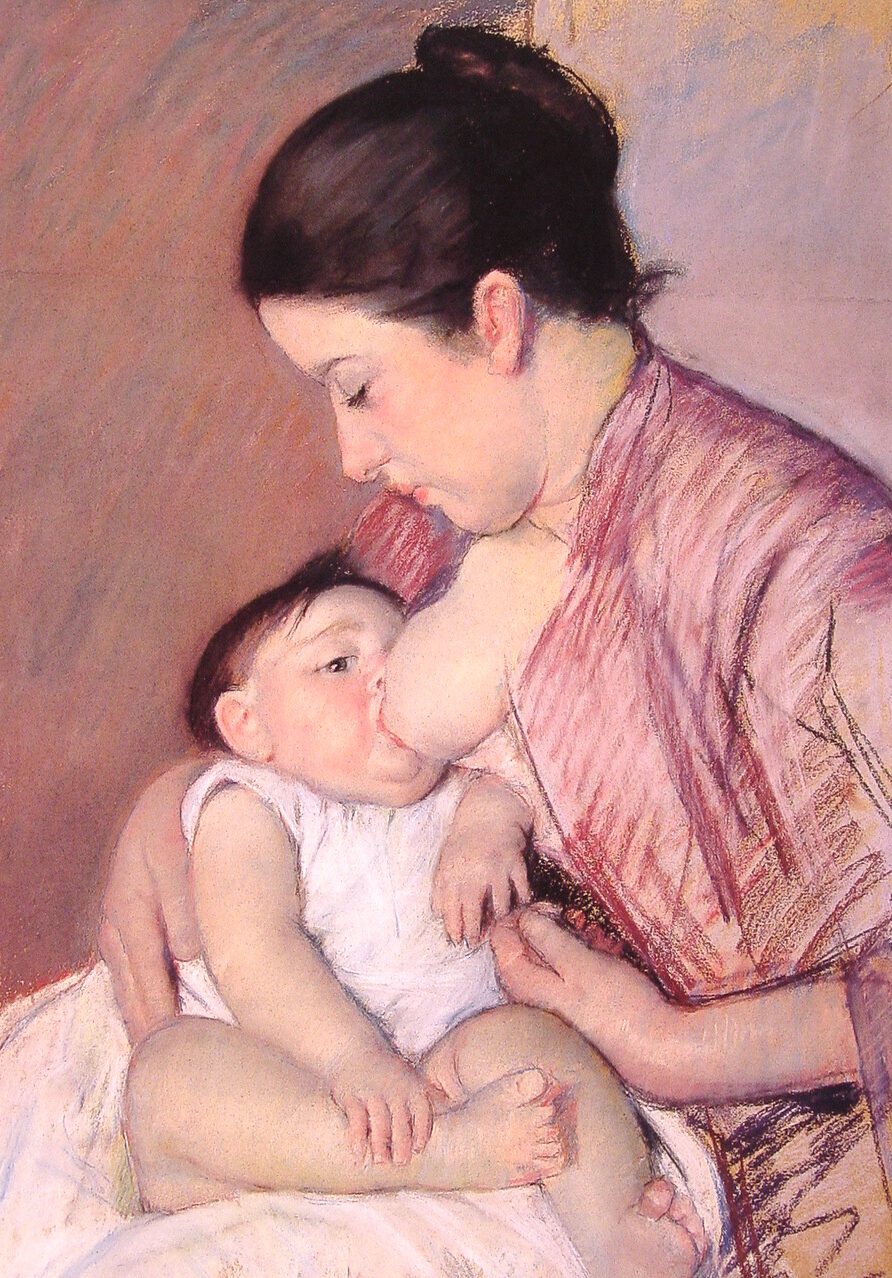
Maternidad (1890), pastel
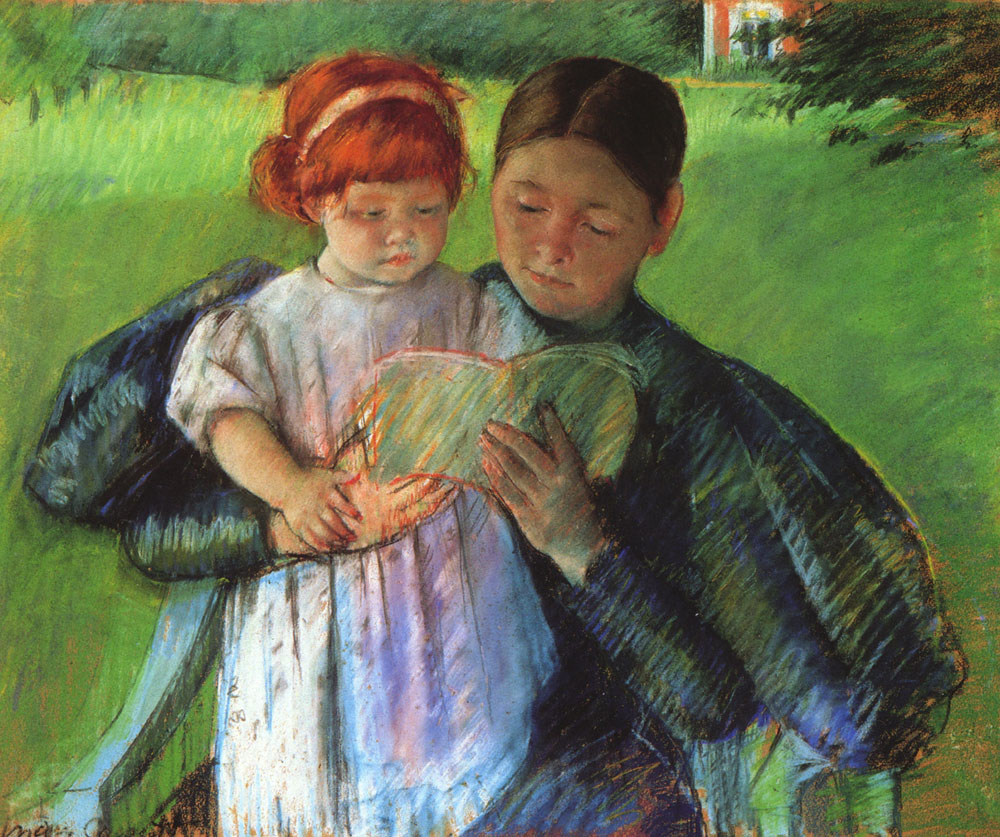
Niñera leyendo a una pequeña (1895), pastel
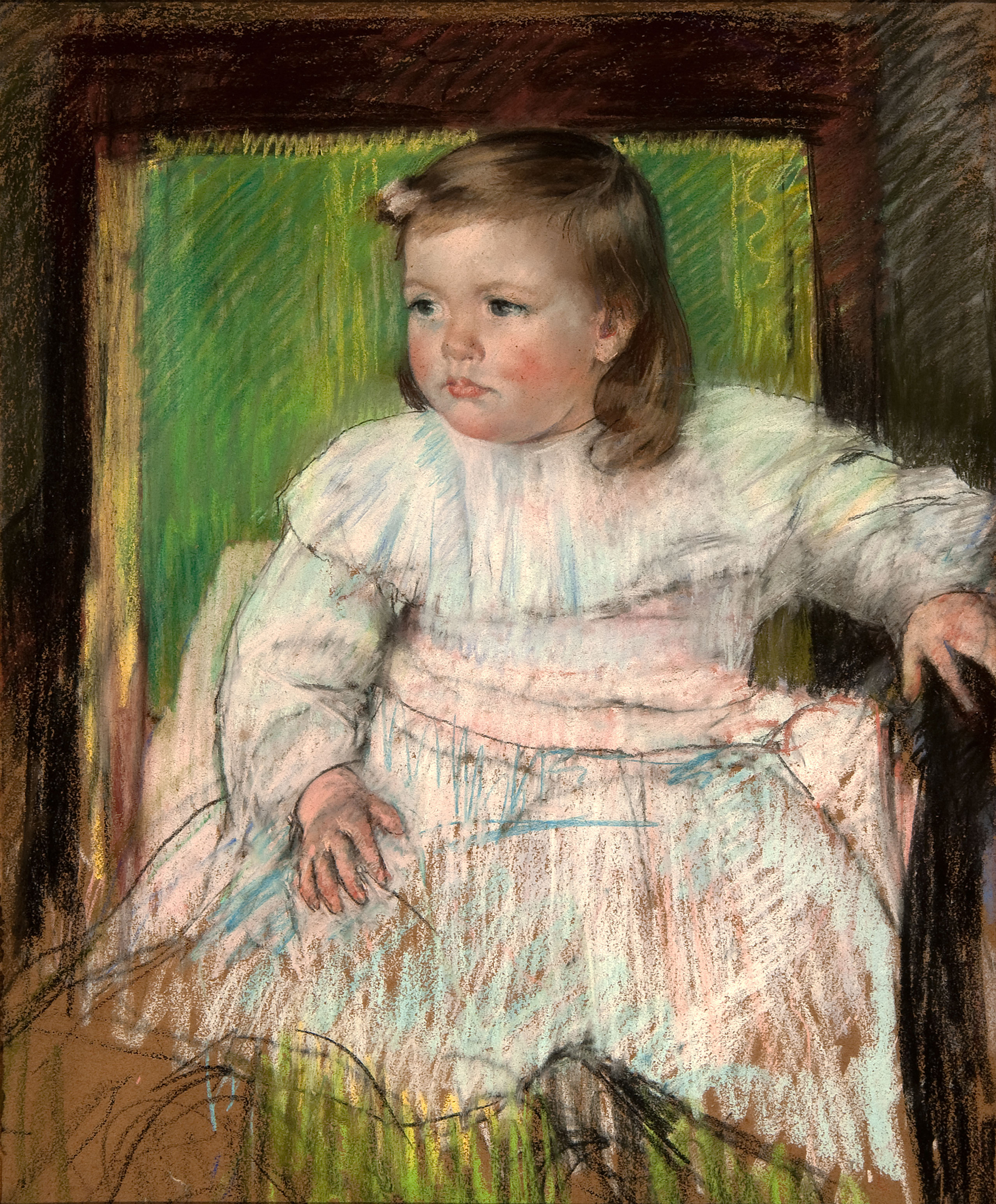
La faja rosa (1898), pastel
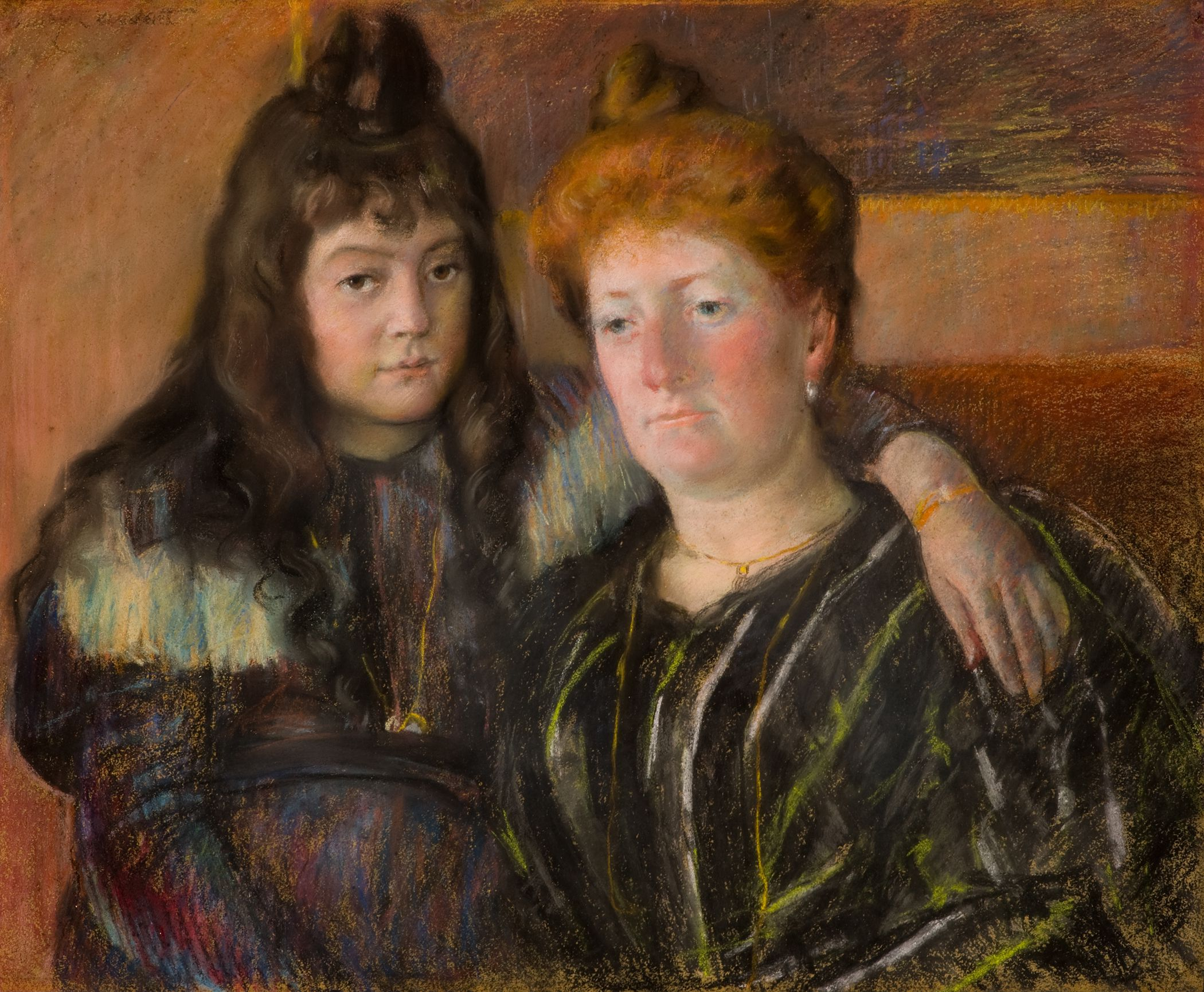
Madame Meerson y su hija (1899), pastel, Reynolda House Museum of American Art
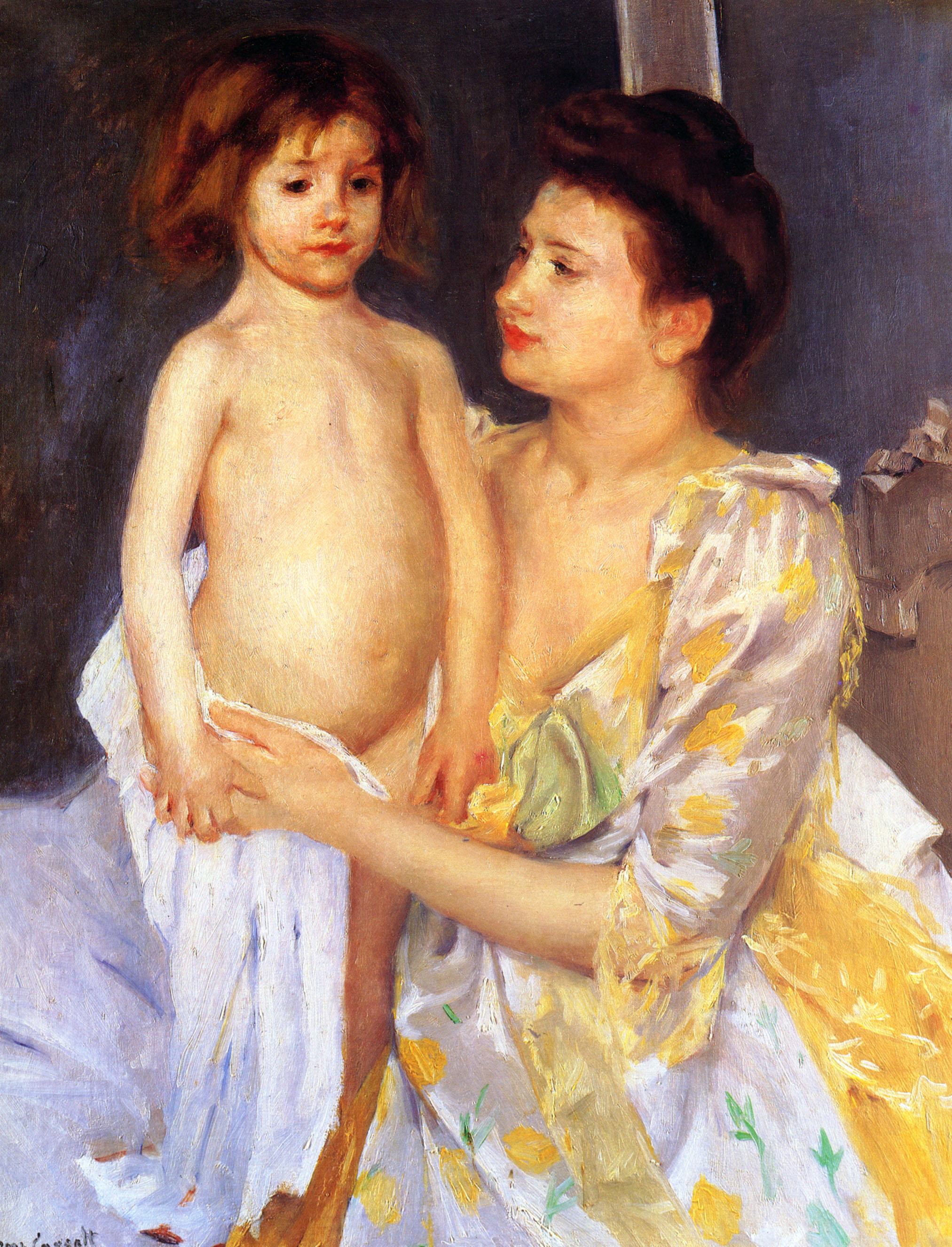
Jules secado por su madre (1900)
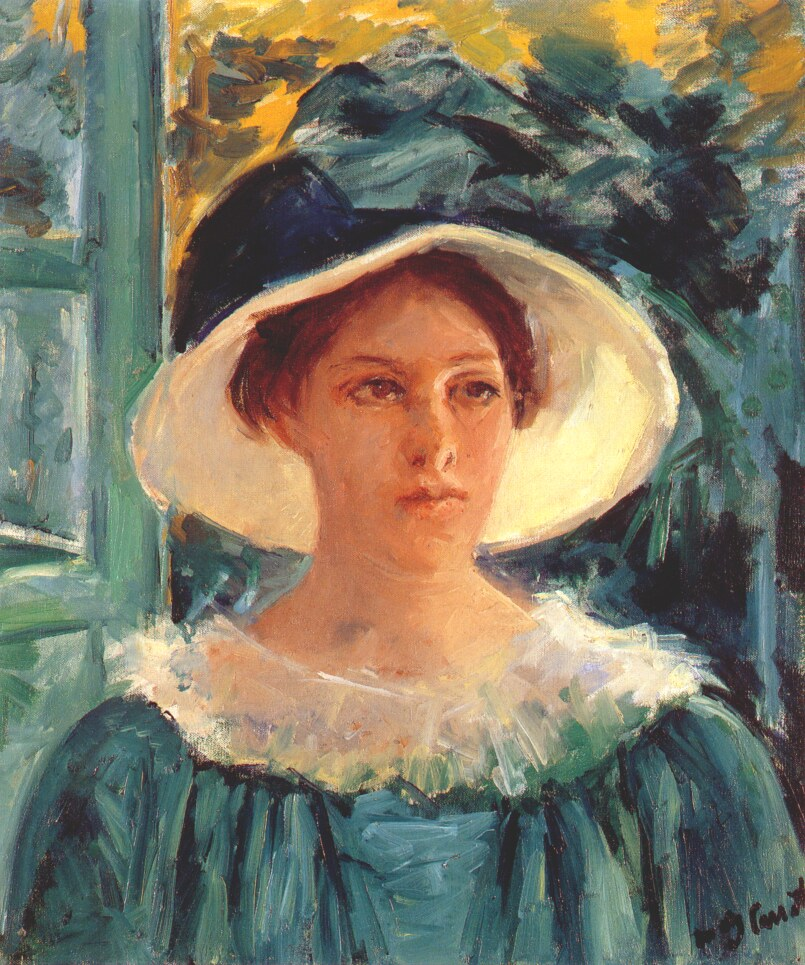
Joven vestida de verde, al aire libre soleado (1914)
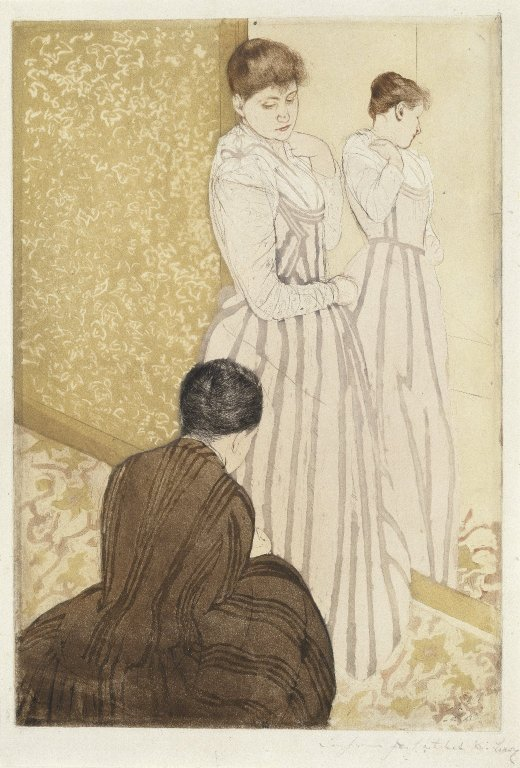
El bajo adecuado, ca. 1890, punta seca y aguatinta, Brooklyn Museum